# Kivikskjeret
Kivikskjeret est une île norvégienne du comté de Hordaland appartenant administrativement à Stord.

## Description
Rocheuse et désertique, à fleur d'eau, elle s'étend sur environ 43 m de longueur pour une largeur approximative de 21 m.